# Nancy Kyes
Nancy Louise Kyes, känd professionellt som Nancy Loomis, född 19 december 1949 i Falls Church i Virginia, är en amerikansk skådespelerska. Hon har bland annat spelat rollen som Annie Brackett i John Carpenters skräckfilm Alla helgons blodiga natt från 1978, samt medverkat i dennes andra filmer Attack mot polisstation 13 och Dimman, från 1976 respektive 1980. Hon har också repriserat rollen som Annie i den förstnämnda filmens uppföljare Alla helgons blodiga natt 2 från 1981 (cameoframträdande), samt tagit sig an rollen som Linda Challis, i den andra uppföljarfilmen Alla helgons blodiga natt 3 från 1982.

## Filmografi (i urval)
- 1976 – Attack mot polisstation 13
- 1978 – Alla helgons blodiga natt
- 1981 – Alla helgons blodiga natt 2
- 1982 – Alla helgons blodiga natt 3
- 1985 – The Twilight Zone (TV-serie)
- 2021 – Halloween Kills (arkivbilder)